# Limenitis reducta
Limenitis reducta é uma espécie de insetos lepidópteros, mais especificamente de borboletas pertencente à família Nymphalidae.

## Descrição

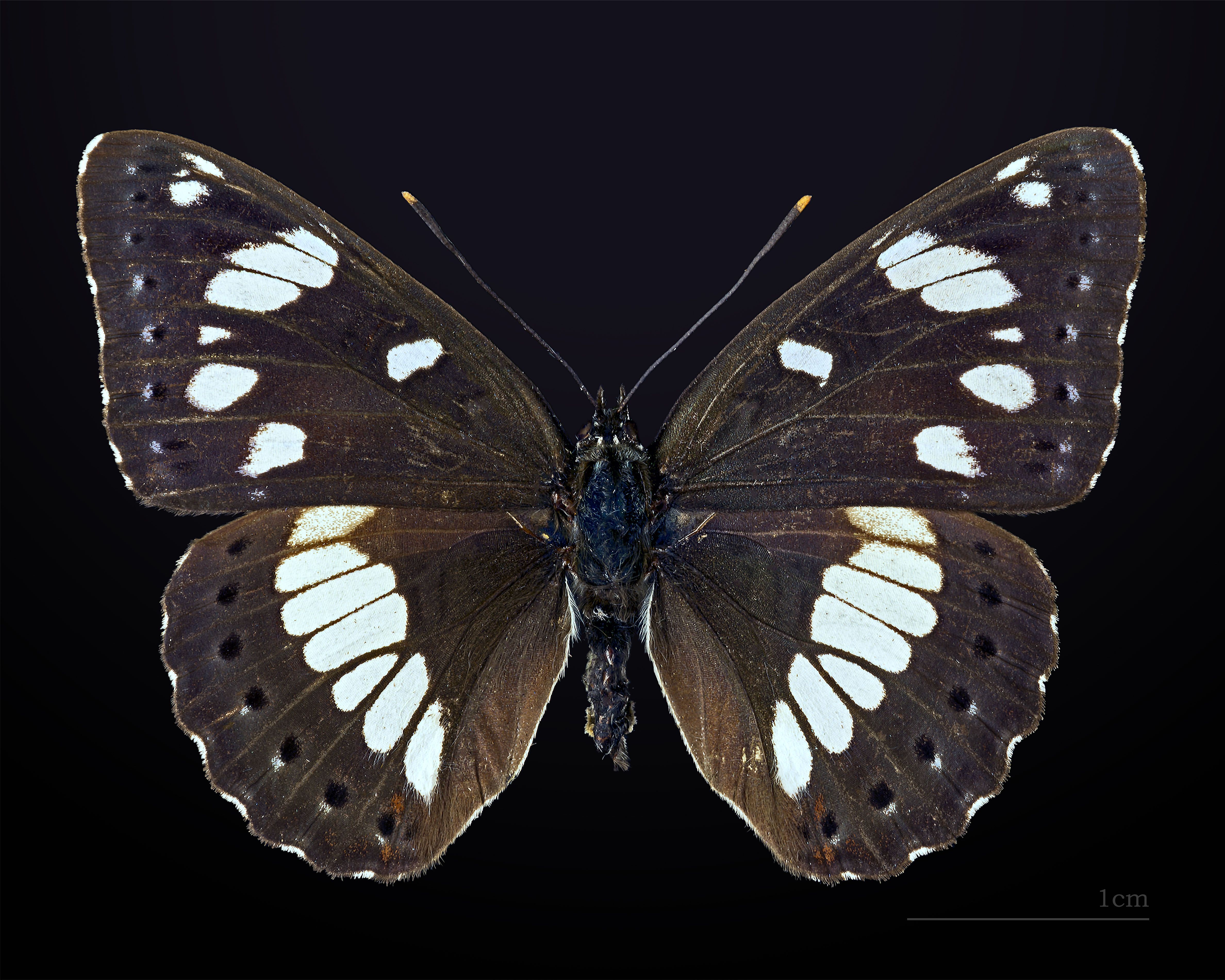
Dorso MHNT
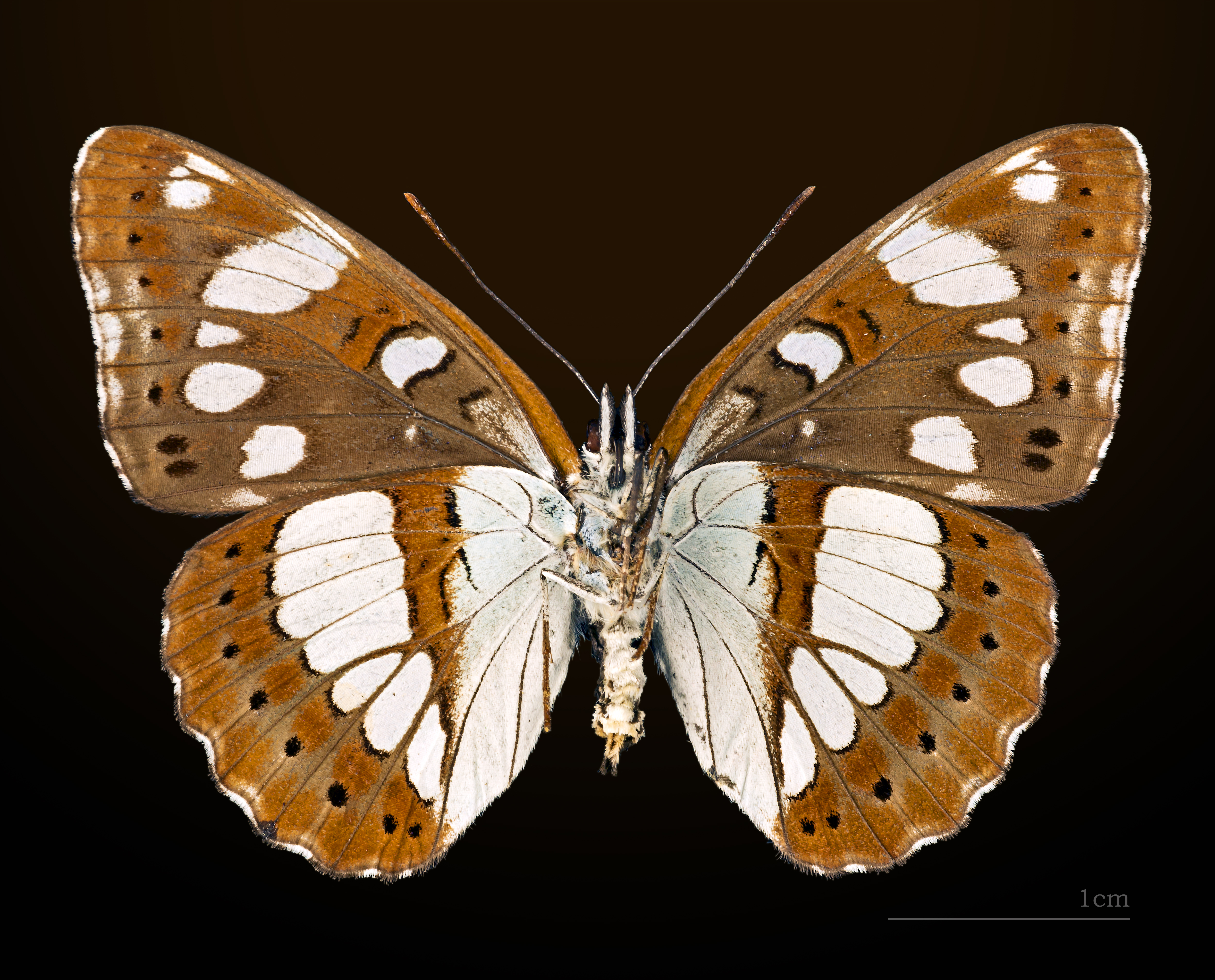
Lado ventral MHNT

A autoridade científica da espécie é Staudinger, tendo sido descrita no ano de 1901.
Trata-se de uma espécie presente no território português.